# Sipos Norbert
Sipos Norbert (Szombathely, 1981. március 21. –) magyar labdarúgó, középpályás. 

## Pályafutása
1999–2001 között a Haladás, 2001–02-ben a Celldömölki VSE, 2002–03-ban a Lombard Pápa, 2003–04-ben az FC Sopron labdarúgója volt. 2004–05-ben a FC Tatabánya a játékosa volt, de 2005-ben a Nyíregyháza SFC csapatában szerepelt kölcsönben. 2005–06-ban a Pécs MFC, 2006–2009 között a Haladás, 2009 őszén a ciprusi Néa Szalamína labdarúgója volt. 2010 nyarán három éves szerződéshosszabbítást írt alá a Haladáshoz. 2012–13-ban a Siófok, 2013–14-ben az Ajka játékosa volt.

## Sikerei, díjai
Haladás
- Magyar bajnokság
  - bronzérmes: 2008–09